# 清楽

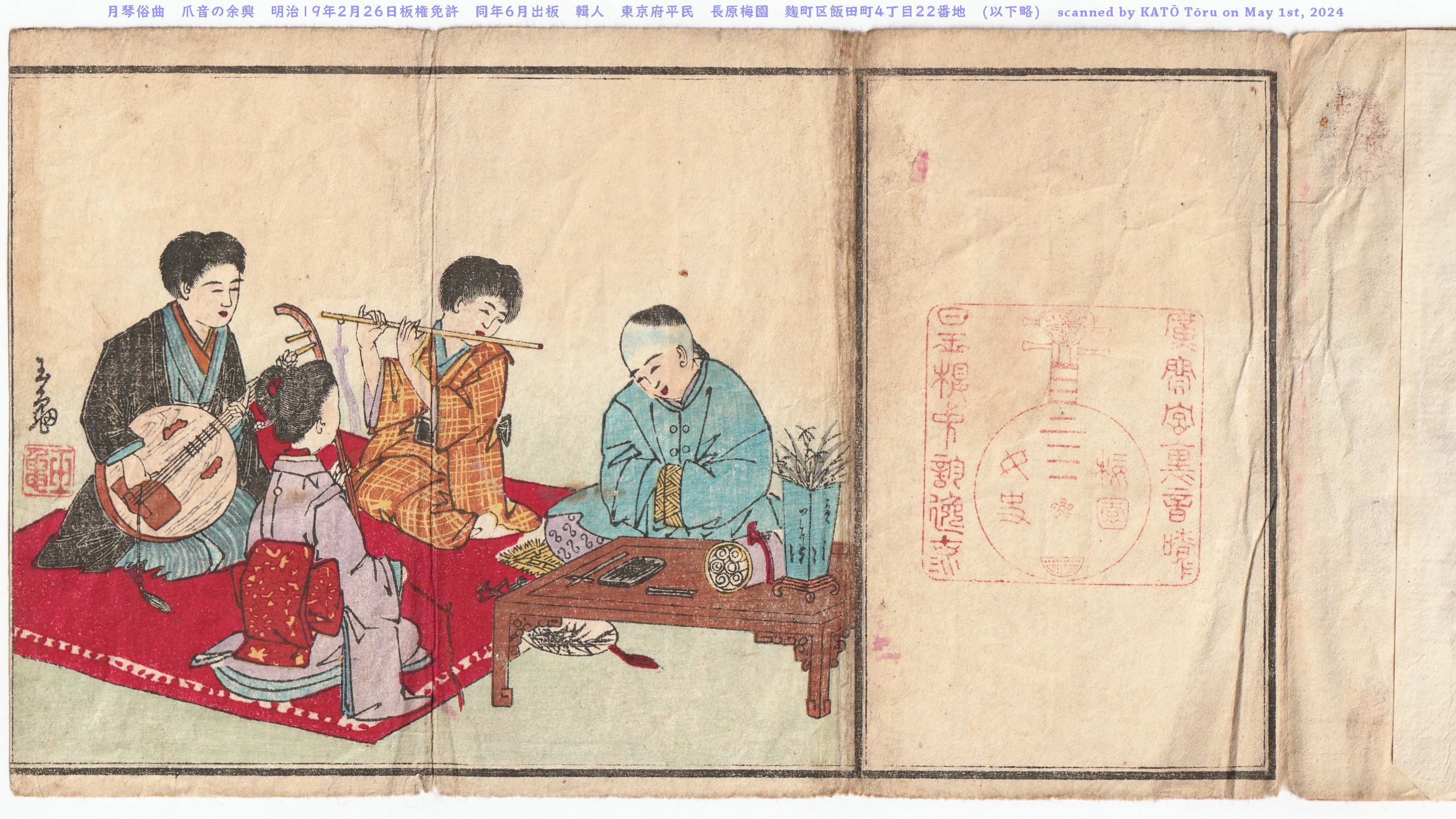
1886年刊『月琴俗曲　爪音の余興』挿絵

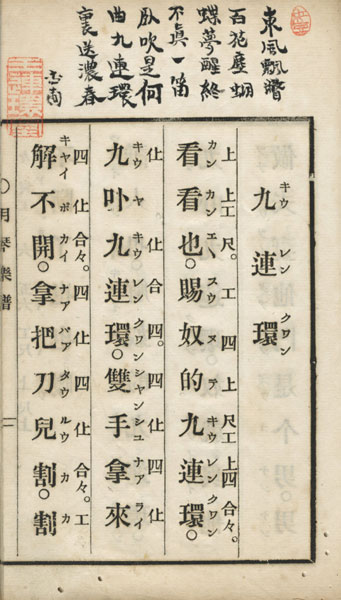
明治十年刊『月琴楽譜』より。歌詞の右横に発音と工尺譜が書いてある。旋律を試聴

清楽（しんがく）とは、清国から伝来した、民謡、俗曲を中心とする音楽群の名称である。明楽とあわせて明清楽(みんしんがく)とも称される。明楽は江戸時代の中期には衰退したため、明清楽と称しても、事実上、清楽だけを指すことも多い。

## 歴史
清楽の伝来は享保年間（1716年-1735年）である。清の中国支配が始まり、清国との貿易で長崎には多くの清国商人が渡来し、彼らが清国の戯曲や民謡といった民間音楽を伝えた。唐人屋敷に出入りを許された唐通事（中国語通訳）、地下役人や奉行所役人、さらに丸山の遊女等を介して普及した。幕末までには、薩摩や琉球などを除く全国各地に広まった。また江戸や大坂を中心に、清楽の歌詞と楽譜(工尺譜)を書いた清楽譜も盛んに刊行された。現存最古の清楽譜は、天保3年(1831)ごろ刊行された亀齢軒斗遠(葛生斗遠)編『花月琴譜』である。
明清楽奏者の家元としては、平井連山（女性。明治19年5月に88歳で没）などが有名であった。坂本龍馬とその妻の楢崎龍も、清楽の月琴の名手であった。
清楽は江戸から明治にかけて大人気を博したが、日清戦争を境に急速に衰えた。日本の大衆音楽に残した影響は極めて大きく、江戸から明治にかけて流行した「かんかんのう（看々踊り）」や、明治の自由民権の壮士たちが月琴を弾きながら唱った「法界節（ほうかいぶし）」や「演歌」も、清楽から発展したものである。また清楽のメロディーに乗せたさまざまな替え歌は、清楽そのものが衰退したあとも、昭和の初め頃まで歌い継がれていた。

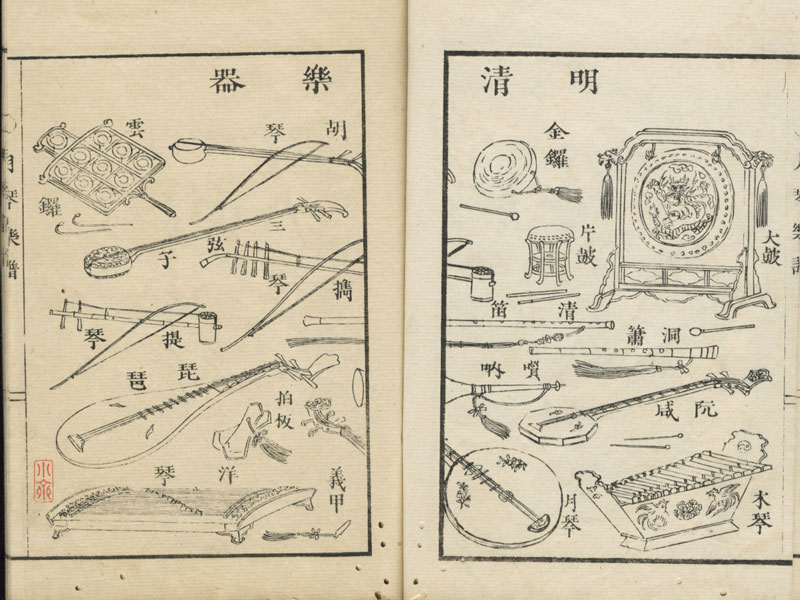
明治十年刊『月琴楽譜』より。
清笛 洞簫 嗩吶 提琴(板胡) 携琴(四胡) 胡琴(京胡) 月琴 三弦子 琵琶 阮咸 洋琴 大鼓 片鼓 拍板 木琴 金鑼 雲鑼。
この絵図では誤って、胡琴に「提琴」、提琴に「胡琴」という名称を書いてしまっている。

## 特徴
同じ中国伝来の音楽でも、明楽は、宮廷音楽的、雅楽的要素が強かった。これに対して清楽は、俗曲の色彩が強く、歌詞(中国語)の内容も市井に受け入れやすかった。清楽の歌詞は中国語で、江戸時代の日本人は、南方の中国語の発音をカタカナで写し(当時、これを「唐音」と言った)、そのまま唱った。現代の日本人が、ウクレレやギターを弾きつつ英語の歌を唄うように、江戸から明治にかけての日本人も、清楽の楽器(主として月琴)をかなでつつ唐音で中国語の歌詞を唄ったのである。
江戸時代の音楽文化は、概して、身分制や家元制に縛られた窮屈なものだった。庶民の楽器であった三味線を武士が弾いたり、虚無僧の法器とされた尺八を百姓町人が吹くことは、江戸時代には許されなかった。しかし中国伝来の現代音楽(当時として)であった清楽は、例外的に、江戸時代の身分制度から自由であった。町人も武士も、男も女も、身分の上下や性別を超えて、いっしょになって合奏や合唱を楽しむことができた。

## 曲目
清楽の代表的な曲には、「算命曲」「九連環（右上の写真の楽譜参照)」「茉莉花」「四季」「紗窓」「売脚魚」「哈哈調」「満江紅」「将軍令」などがある。これらの曲の多くは、現在の中国でも古典的な軽音楽としての生命を保っている(ただし歌詞の字句や編曲などは、日本の清楽のものとかなり違うことが多い)。

## 楽器

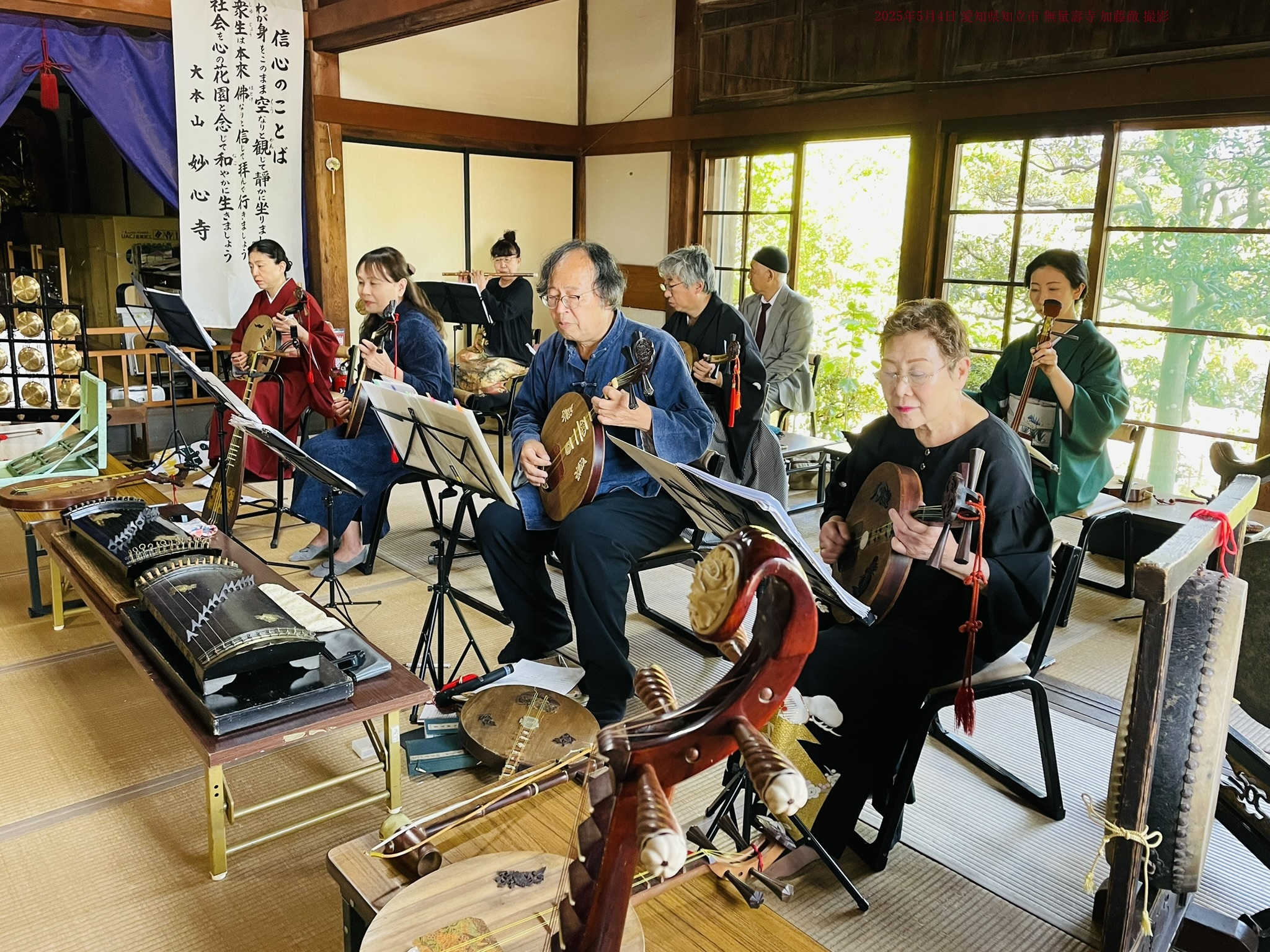
清楽の演奏（2025年、無量壽寺）

清楽で使う楽器は、月琴、唐琵琶、三弦子、胡琴など各種の「擦絃楽器」、清笛、嗩吶(チャルメラ)などであった(右の写真を参照)。これらの楽器は、日本人のアマチュア愛好家でも、わりあい簡単に習得できた。また清楽の旋律は歯切れがよくシンプルなものが多く、覚えるのも簡単だった。演奏形式も自由で、同一の曲でも、月琴や胡琴だけの2～3名のアンサンブルや、あるいは月琴を弾き語りするソロなど、適宜、演奏形式を選ぶことができた。明治以降は、清楽の曲を邦楽器や洋楽器でも演奏するようになった。明治に刊行された明笛や尺八、手風琴(アコーディオン)、ハーモニカなどの教則本には、当時の日本の曲に混じって、「九連環」「算明曲」「茉莉花」なども収録されていることが多い。

### ギャラリー
百足登『明清楽之栞』1894年刊より

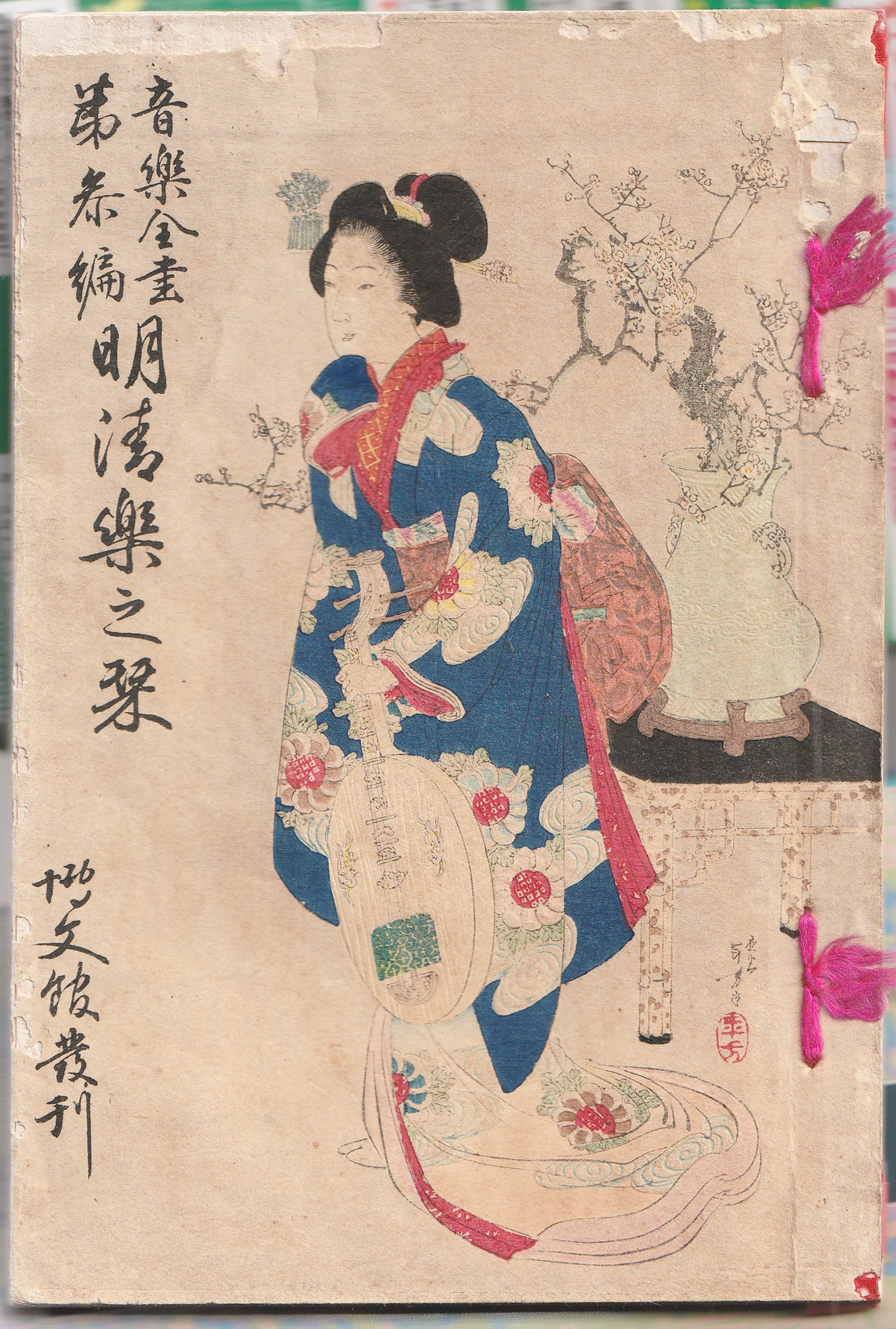
月琴を持つ女性
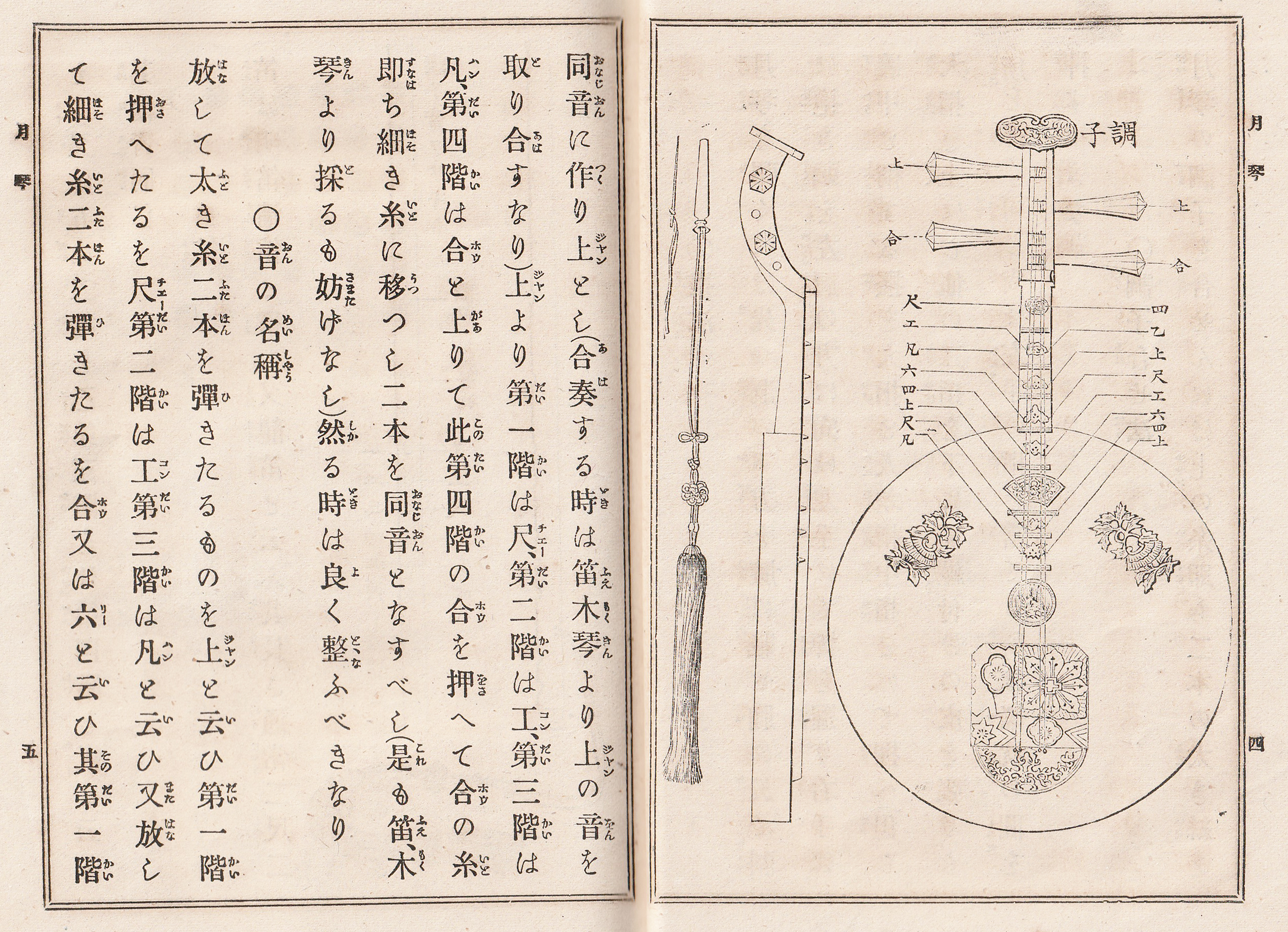
月琴
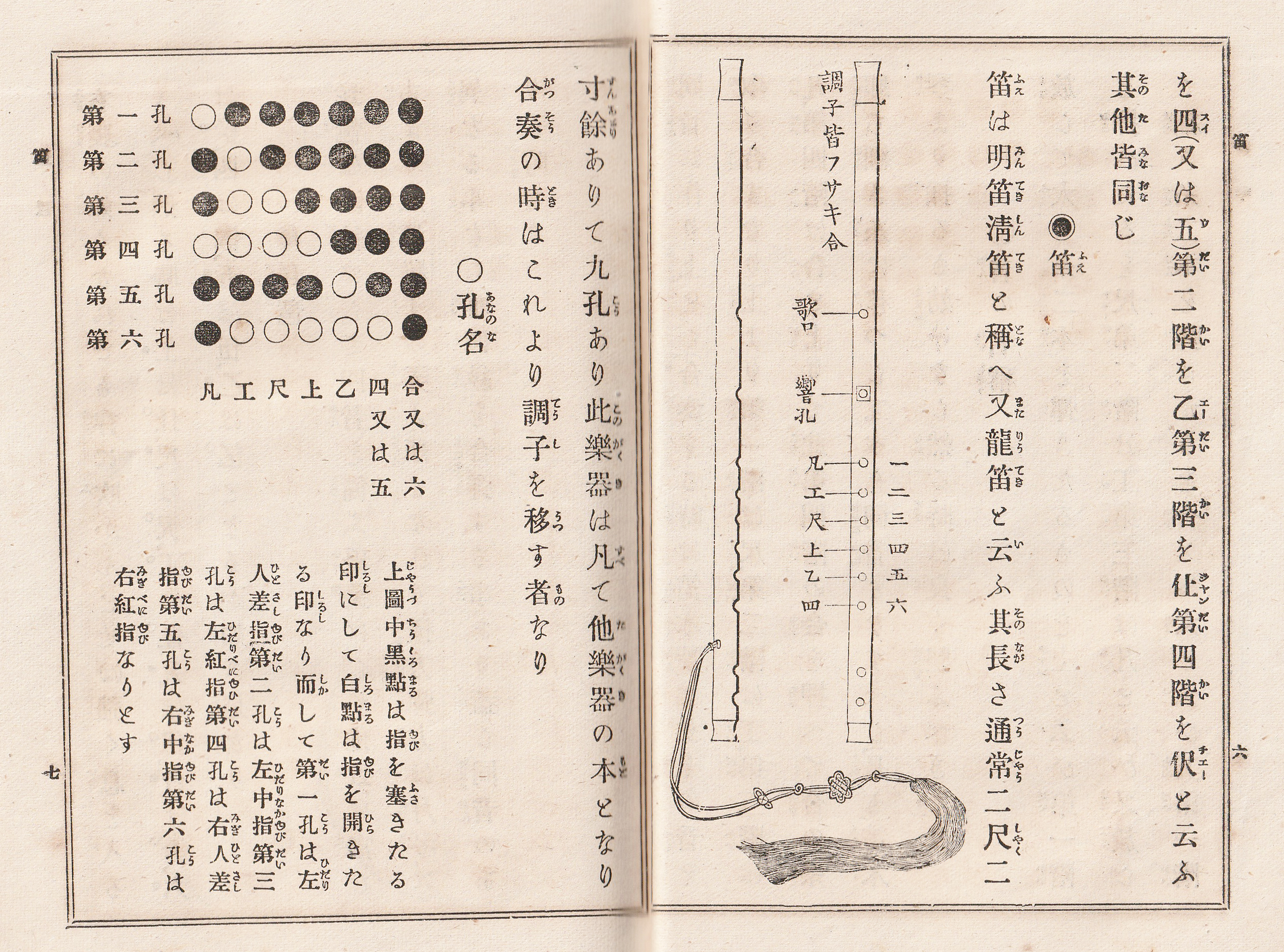
笛(明笛・清笛)
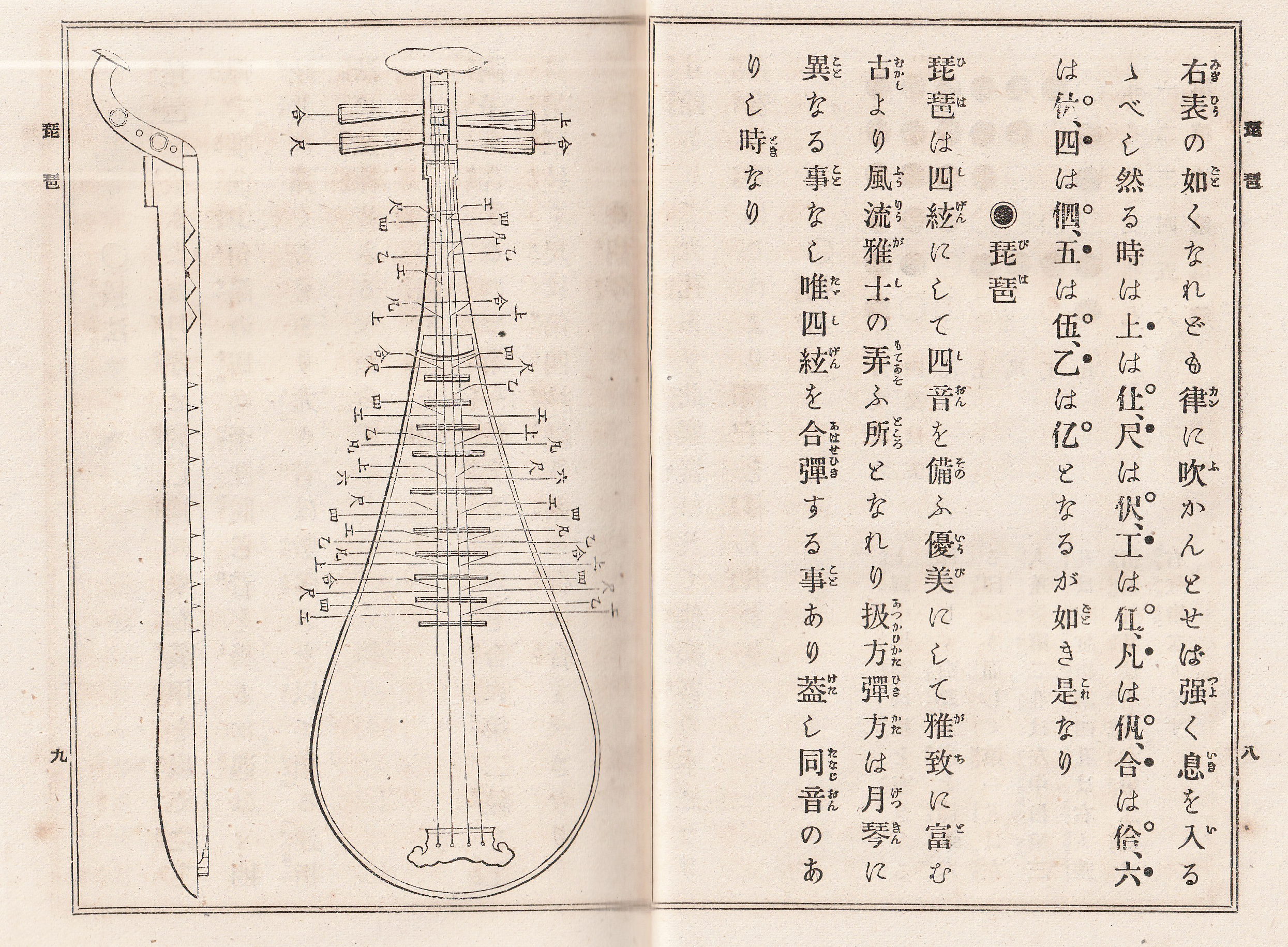
琵琶(唐琵琶)
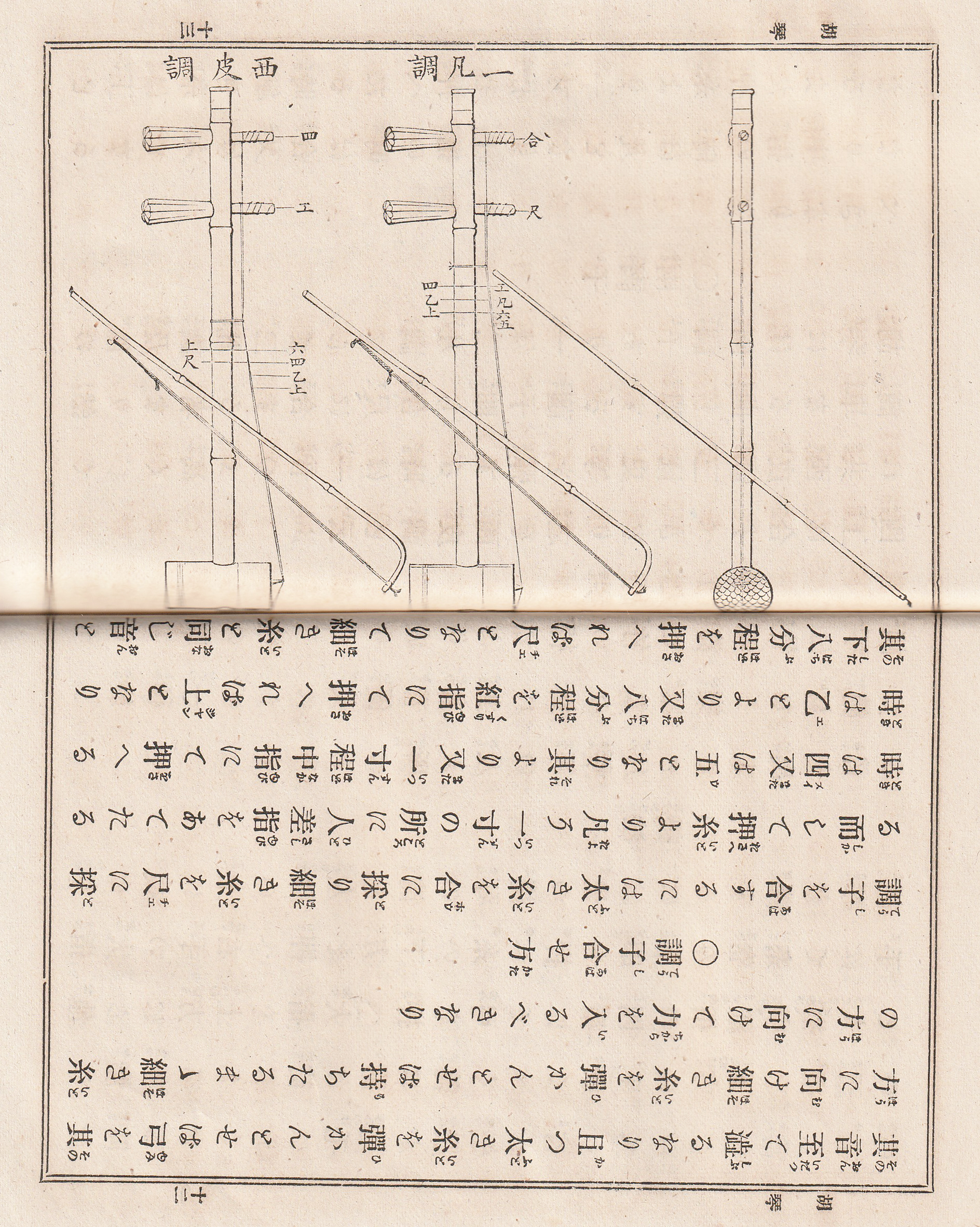
胡琴(京胡)
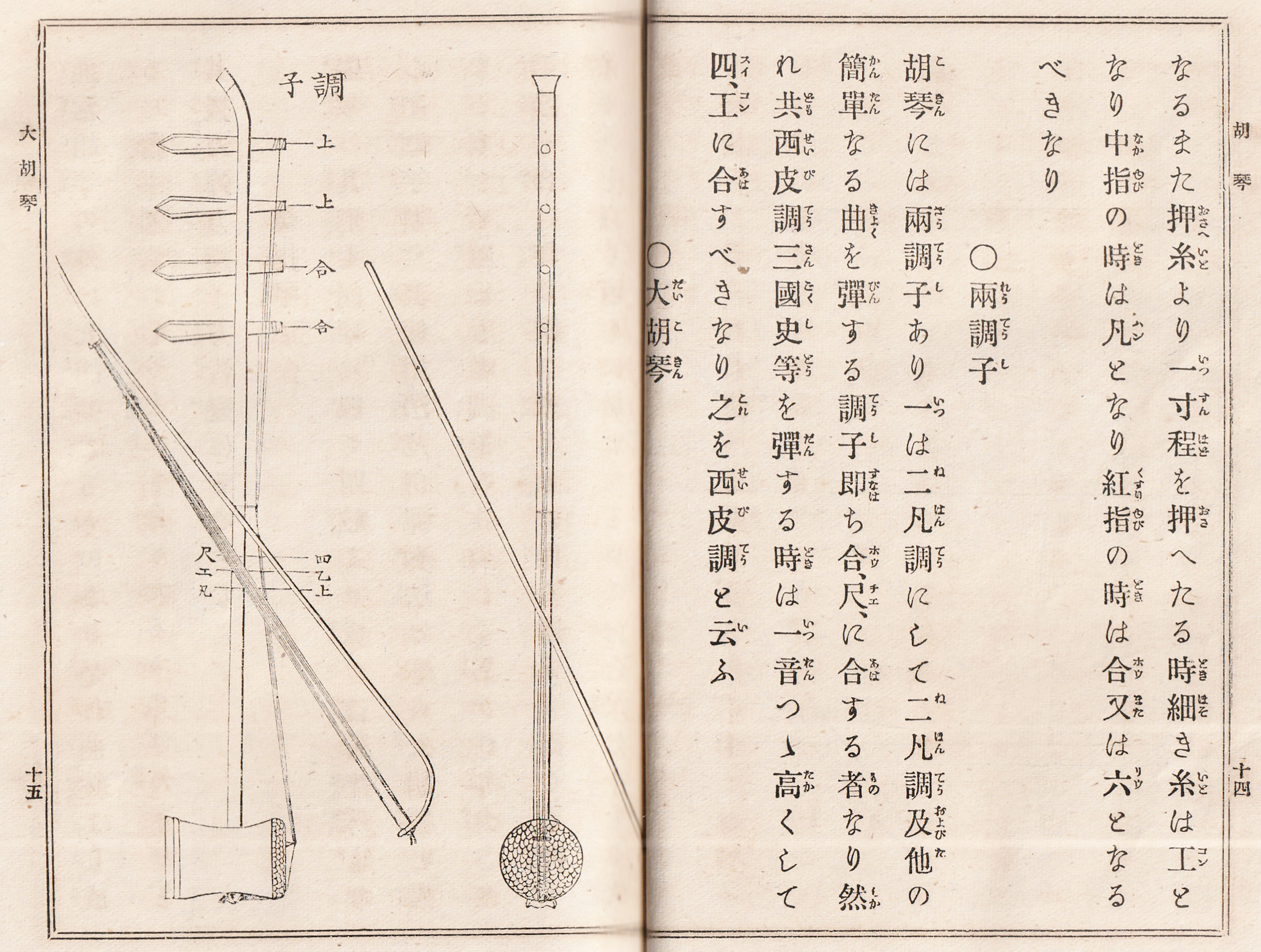
大胡琴(四胡)
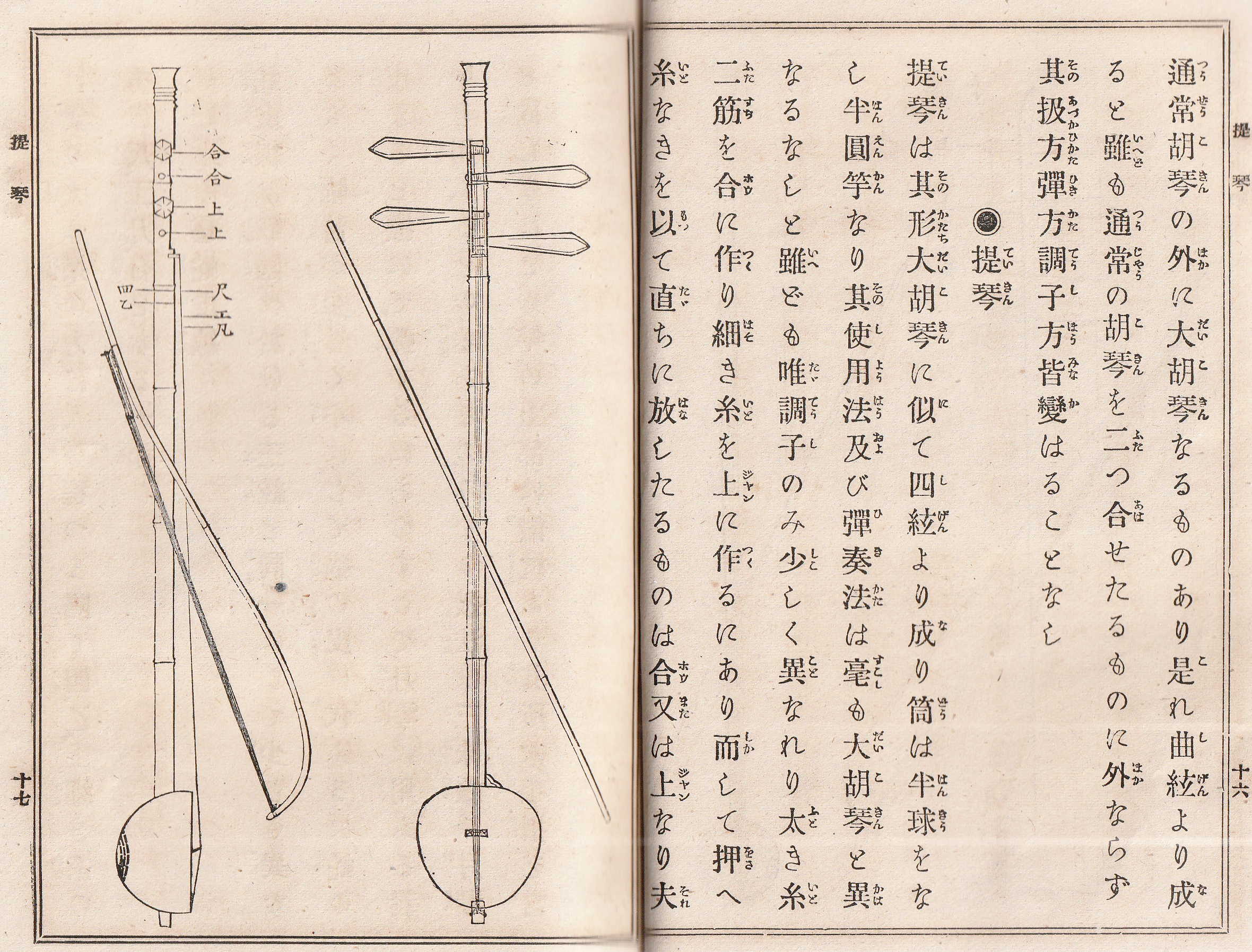
提琴(板胡)
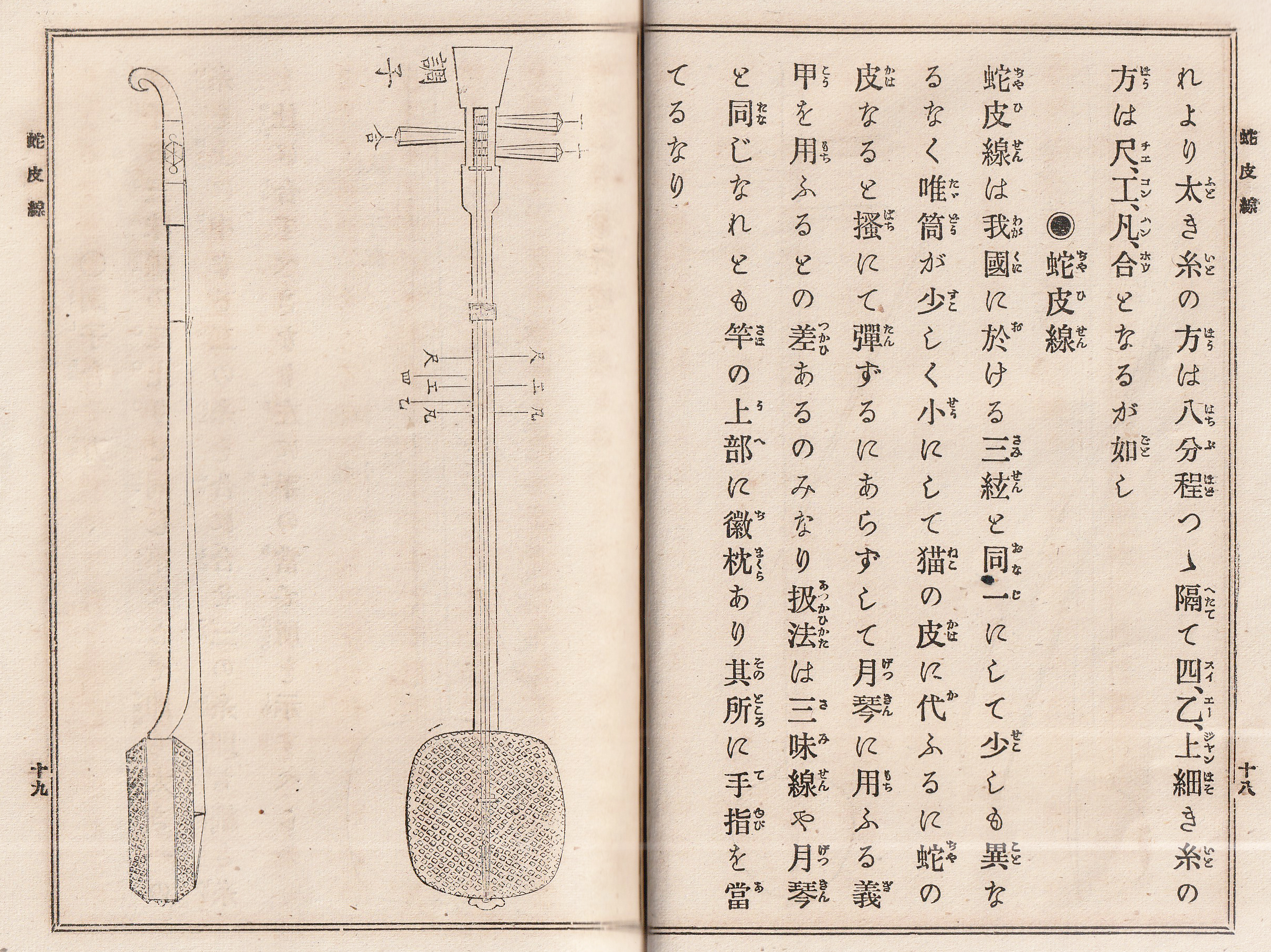
蛇皮線(三線)
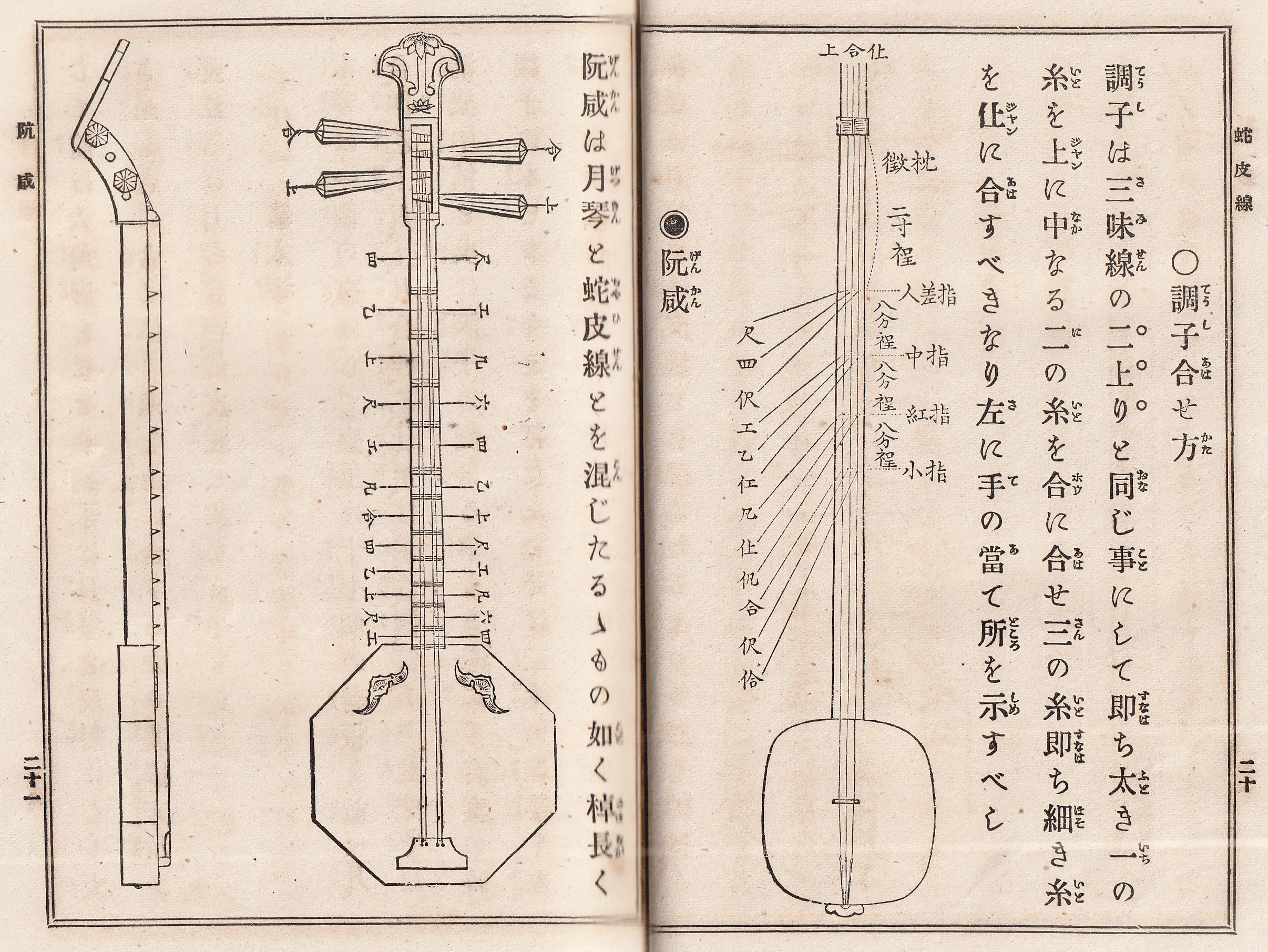
阮咸(げんかん)
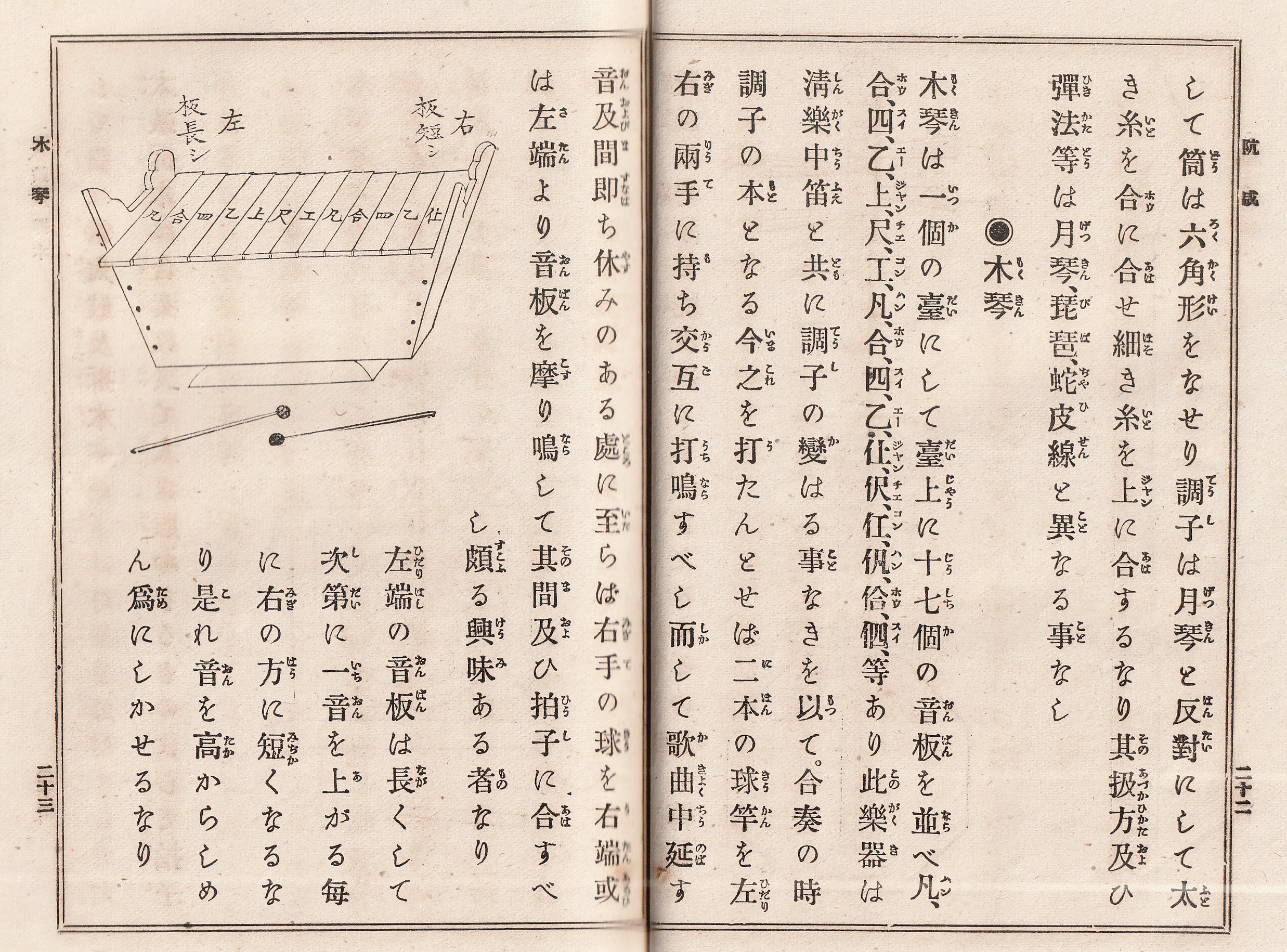
木琴
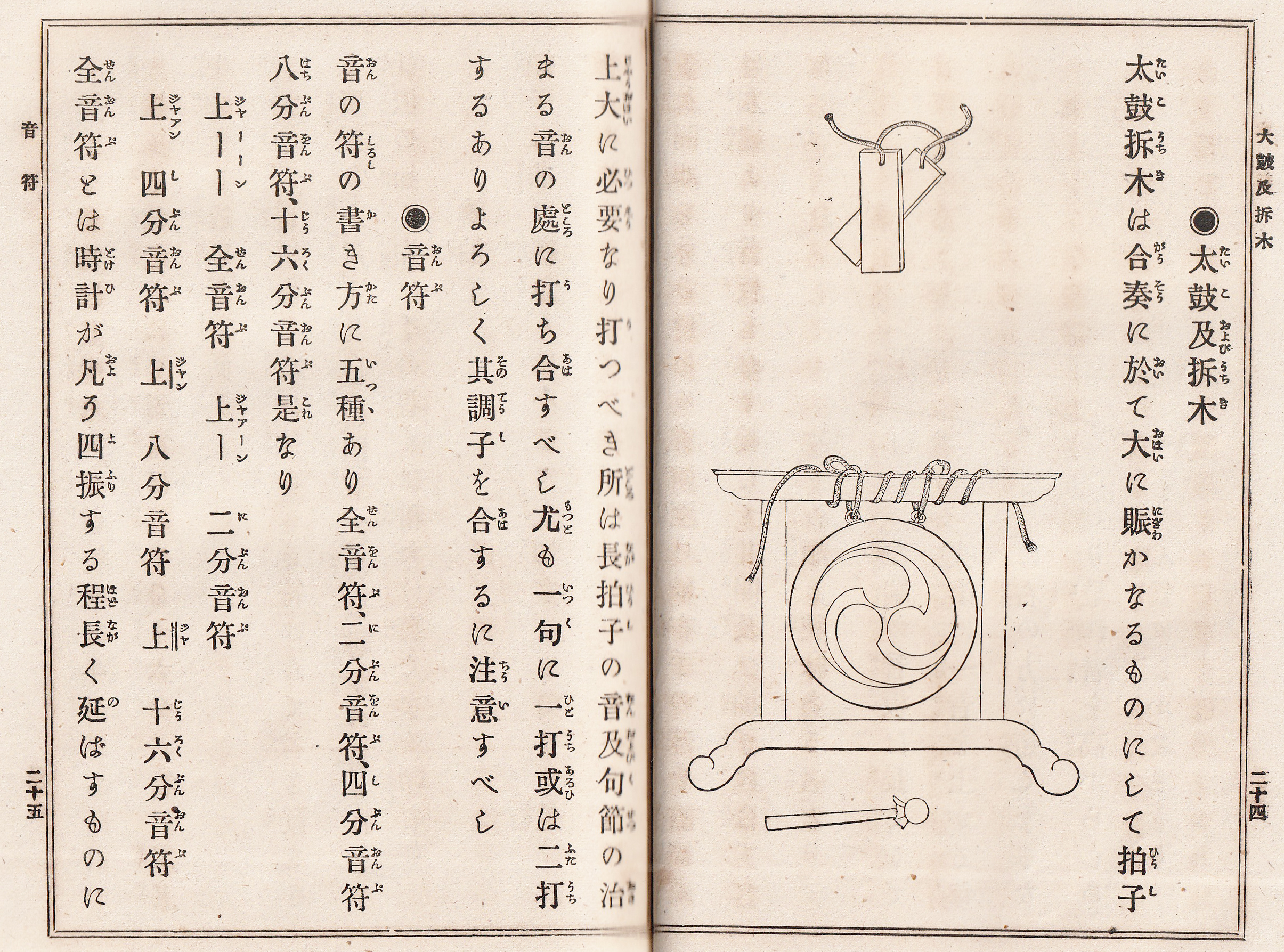
打楽器

## 現状

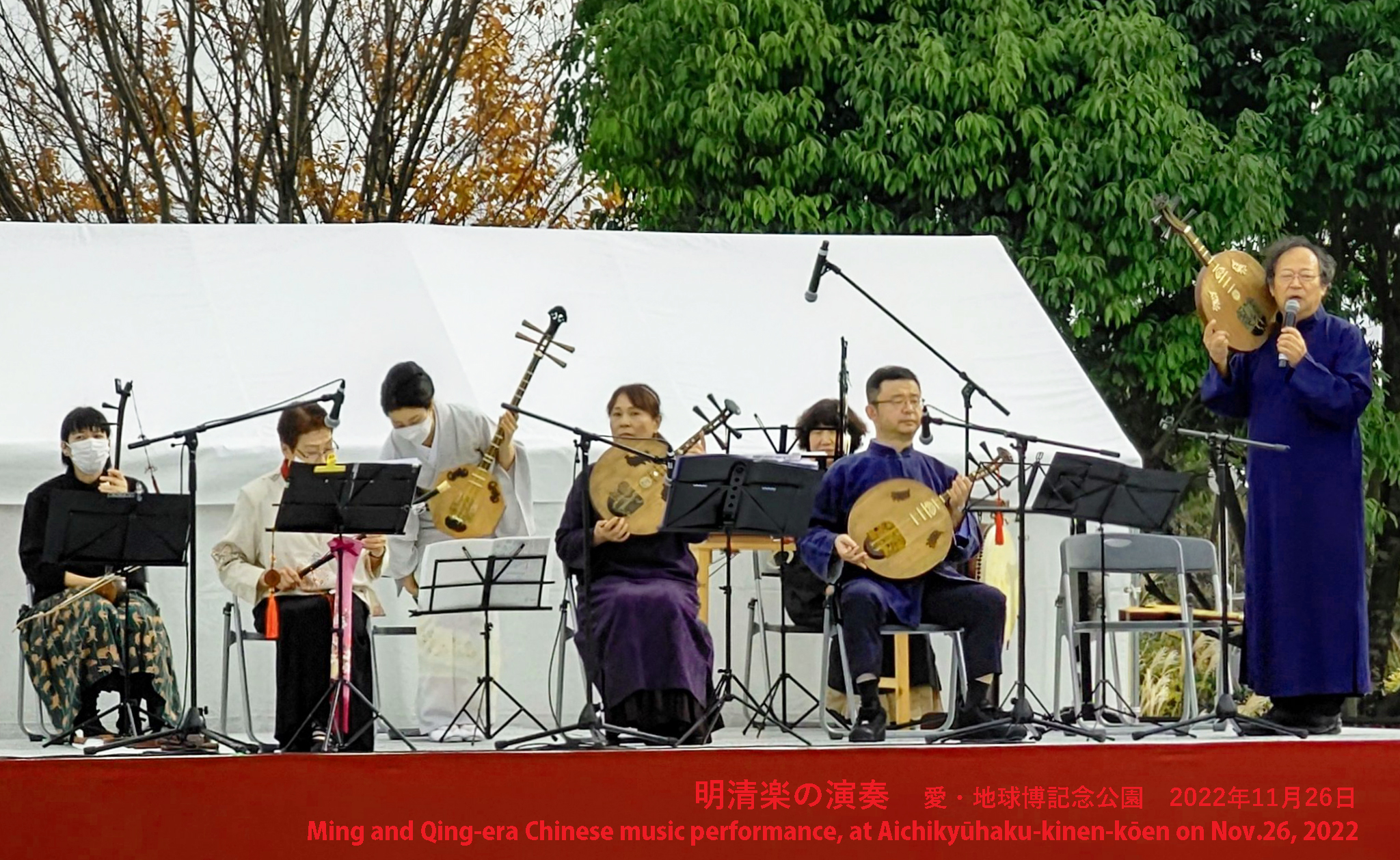
野外イベントでの演奏(2022年、愛知県)

江戸から明治にかけて、日本でも、清楽の楽譜集の和刻本が多数、出版された。また、清楽の演奏で使う中国楽器も、長崎経由で輸入されたり、日本で模倣して作られた。そのため今日でも、古書店や骨董品店で、清楽の楽譜集(たいてい工尺譜で書かれている)や月琴などの楽器を、よく見かける。
現在の日本で清楽を演奏する団体としては、東京の明清音楽研究会や明清楽惠月社(代表・稲見惠七)、長崎市の長崎明清楽保存会、神奈川県横須賀市のよこすか龍馬会・月琴部などがある。このほか、清楽の演奏を録音したレコードやCDなども若干ある。
- LP「長崎の月琴」(絶版)演奏者:中村キラ/渡瀬千代子/小曽根春子/他
- CD「月琴 MOON LUTE　〜お龍が奏でた楽器、龍馬が聴いた音楽〜」永田斉子,2017年
- CD「龍馬のハナ唄（赤盤）THE HUM OF RYOMA」2010年
- CD「坂田進一の世界 江戸の文人音楽」（完売。絶版）坂田古典音楽研究所,2003年 *収録曲のうち清楽は「韻頭緩-韻頭連-算命曲-茉莉花」「月下集」「金銭花」など。

## 清楽が登場する作品
- 碧也ぴんく『デアマンテ〜天領華闘牌〜』(漫画) 第3巻で清楽を合奏するシーンが描かれる。
- 『篤姫 (NHK大河ドラマ)』 第44回「龍馬死すとも」2008年11月2日放送で、市川美日子が演ずるお龍が月琴で清楽曲「十二紅」を弾く。
- 『復興節』 原曲は清楽曲の一つ「紗窓」。添田唖蝉坊の演歌。ソウル・フラワー・モノノケ・サミットもカバー。